# 第17回衆議院議員総選挙
第17回衆議院議員総選挙（だい17かいしゅうぎいんぎいんそうせんきょ）は、1930年（昭和5年）2月20日に日本で行われた帝国議会（衆議院）議員の総選挙である。

## 概説
- 1929年（昭和4年）7月2日に発足した濱口雄幸内閣のもとで行われた総選挙である。濱口内閣および与党立憲民政党に対する信を問う選挙となった。
- 争点は金解禁に代表される濱口内閣の経済政策や、満州某重大事件（張作霖爆殺事件）など外交課題の処理に対する評価、軍縮問題、義務教育の国庫負担の是非（全国町村会が支持）などが争点となった。

- 濱口首相個人の人気も追い風となって、与党立憲民政党は273議席と単独で過半数を獲得する大勝を収めた。これによって、それまで少数与党政権だった濱口内閣の政権基盤を安定させるとともに、本格的な二大政党時代の到来を印象づけることとなった。
- 一方で、立憲政友会は174議席と立憲民政党に約100議席離される敗北を喫し、少数野党となった。
- 普段人前で怒ったような顔をしている濱口が（ライオン、というあだ名で呼ばれていた）、この選挙勝利のときは、笑顔を見せるというエピソードが残っている。

## 選挙データ

### 内閣
- 濱口内閣

### 解散日
- 1930年（昭和5年）1月21日

### 公示日
- 1930年（昭和5年）1月22日

### 投票日
- 1930年（昭和5年）2月20日

### 改選数
- 466

### 選挙制度
- 中選挙区制
- 普通投票（男性のみ）
  - 満25歳以上の男性
  - 有権者　12,812,895

## 選挙結果

### 投票率
- 83.34%（前回比3.01%）

### 党派別獲得議席
- 立憲民政党　273議席[1]

　　総裁＝濱口雄幸、幹事長＝桜内幸雄
- 立憲政友会　174議席[1]

　　総裁＝犬養毅、幹事長＝森恪
- 国民同志会　6議席[1]

　　会長＝武藤山治
- 革新党　3議席[1]
- 社会民衆党　2議席[1]

　　委員長＝安部磯雄、書記長＝片山哲
- 日本大衆党　2議席[1]

　　委員長＝麻生久
- 労農党　1議席[1]

　　委員長＝大山郁夫
- 中立（無所属）5議席[1]

## 議員

### 当選者
立憲民政党   立憲政友会   国民同志会   革新党   社会民衆党   日本大衆党   労農党   中立 
*の選挙区は無投票
| 北海道   | 1区  | 一柳仲次郎   | 沢田利吉     | 山本厚三     | 村田不二三   |            | 2区 | 浅川浩     | 東武         | 近藤豊吉   | 坂東幸太郎 |            |
| 北海道   | 3区  | 前田卯之助   | 佐々木平次郎 | 渡辺泰邦     |              |            | 4区 | 手代木隆吉 | 板谷順助     | 神部為蔵   | 松実喜代太 | 岡田春夫   |
| 北海道   | 5区  | 東条貞       | 木下成太郎   | 小池仁郎     | 三井徳宝     |            |     |            |              |            |            |            |
| 青森県   | 1区  | 工藤鉄男     | 藤井達也     | 山内亮       |              |            | 2区 | 菊池良一   | 兼田秀雄     | 工藤十三雄 |            |            |
| 岩手県   | 1区  | 田子一民     | 熊谷巌       | 高橋寿太郎   |              |            | 2区 | 広瀬為久   | 水上斉之助   | 小野寺章   | 志賀和多利 |            |
| 宮城県   | 1区  | 長谷川陸郎   | 中島鵬六     | 菅原傳       | 藤沢幾之輔   | 守屋栄夫   | 2区 | 星廉平     | 大石倫治     | 小山倉之助 |            |            |
| 秋田県   | 1区  | 田中隆三     | 町田忠治     | 信太儀右衛門 | 鈴木安孝     |            | 2区 | 塩田団平   | 猪股謙二郎   | 片野重脩   |            |            |
| 山形県   | 1区  | 黒金泰義     | 高橋熊次郎   | 佐藤啓       | 西沢定吉     |            | 2区 | 熊谷直太   | 清水徳太郎   | 門田新松   | 奥山亀蔵   |            |
| 福島県   | 1区  | 大島要三     | 粟山博       | 堀切善兵衛   |              |            | 2区 | 八田宗吉   | 林平馬       | 鈴木万次郎 | 菅村太事   | 鈴木寅彦   |
| 福島県   | 3区  | 比佐昌平     | 氏家清       | 木村清治     |              |            |     |            |              |            |            |            |
| 茨城県   | 1区  | 中崎俊秀     | 内田信也     | 石橋茂       | 長塚忠策     |            | 2区 | 小峰満男   | 高瀬梅吉     | 山崎猛     |            |            |
| 茨城県   | 3区  | 風見章       | 飯村五郎     | 原脩次郎     | 海老澤為次郎 |            |     |            |              |            |            |            |
| 栃木県   | 1区  | 森恪         | 斎藤太兵衛   | 船田中       | 高橋元四郎   | 高田耘平   | 2区 | 松村光三   | 栗原彦三郎   | 阿由葉勝作 | 上野基三   |            |
| 群馬県   | 1区  | 飯塚春太郎   | 生方大吉     | 関口志行     | 中島知久平   | 青木精一   | 2区 | 最上政三   | 木檜三四郎   | 木暮武太夫 | 井本常作   |            |
| 埼玉県   | 1区  | 加藤睦之介   | 粕谷義三     | 秦豊助       | 定塚門次郎   |            | 2区 | 横川重次   | 高橋守平     | 鏑木忠正   | 一瀬一二   |            |
| 埼玉県   | 3区  | 野中徹也     | 古島義英     | 出井兵吉     |              |            |     |            |              |            |            |            |
| 千葉県   | 1区  | 多田満長     | 篠原陸朗     | 川島正次郎   | 鈴木隆       |            | 2区 | 篠田有徳   | 鵜沢宇八     | 今井健彦   |            |            |
| 千葉県   | 3区  | 土屋清三郎   | 森矗昶       | 安田正男     | 北田正平     |            |     |            |              |            |            |            |
| 神奈川県 | 1区  | 三宅磐       | 戸井嘉作     | 野方次郎     |              |            | 2区 | 小泉又次郎 | 小野重行     | 川口義久   | 片山哲     |            |
| 神奈川県 | 3区  | 岡崎久次郎   | 平川松太郎   | 鈴木英雄     | 胎中楠右衛門 |            |     |            |              |            |            |            |
| 山梨県   | 全県 | 堀内良平     | 河西豊太郎   | 田邊七六     | 竹内友治郎   | 大崎清作   |     |            |              |            |            |            |
| 東京府   | 1区  | 横山勝太郎   | 立川太郎     | 櫻内辰郎     | 本田義成     | 三木武吉   | 2区 | 中島弥団次 | 赤塚五郎     | 犬養健     | 鳩山一郎   | 高橋秀臣   |
| 東京府   | 3区  | 遠藤千元     | 頼母木桂吉   | 安藤正純     | 田川大吉郎   |            | 4区 | 真鍋儀十   | 小俣政一     | 古島宮次郎 | 太田信治郎 |            |
| 東京府   | 5区  | 斯波貞吉     | 高木正年     | 鈴木富士彌   | 牧野賤男     | 大山郁夫   | 6区 | 中島守利   | 中村継男     | 佐藤正     | 前田米蔵   | 松谷與二郎 |
| 東京府   | 7区  | 八並武治     | 津雲国利     | 坂本一角     |              |            |     |            |              |            |            |            |
| 新潟県   | 1区  | 野沢卯市     | 松井郡治     | 田辺熊一     |              |            | 2区 | 長尾半平   | 高橋光威     | 佐藤与一   | 加藤知正   |            |
| 新潟県   | 3区  | 原吉郎       | 大竹貫一     | 佐藤謙之輔   | 山田又司     | 関矢孫一   | 4区 | 石塚譲     | 増田義一     | 武田徳三郎 |            |            |
| 富山県   | 1区  | 寺島権蔵     | 野村嘉六     | 高見之通     |              |            | 2区 | 松村謙三   | 山田毅一     | 土倉宗明   |            |            |
| 石川県   | 1区  | 武谷甚太郎   | 中橋徳五郎   | 永井柳太郎   |              |            | 2区 | 戸部良祐   | 桜井兵五郎   | 青山憲三   |            |            |
| 福井県   | 全県 | 猪野毛利栄   | 三田村甚三郎 | 添田敬一郎   | 山本条太郎   | 松井文太郎 |     |            |              |            |            |            |
| 長野県   | 1区* | 鈴木梅四郎   | 松本忠雄     | 小坂順造     |              |            | 2区 | 小山邦太郎 | 山辺常重     | 篠原和市   |            |            |
| 長野県   | 3区  | 戸田由美     | 北原阿智之助 | 林七六       | 宮沢胤勇     |            | 4区 | 百瀬渡     | 降旗元太郎   | 植原悦二郎 |            |            |
| 岐阜県   | 1区  | 山田道兄     | 大野伴睦     | 武藤嘉門     |              |            | 2区 | 岡田素臣   | 後藤亮一     | 井上孝哉   |            |            |
| 岐阜県   | 3区  | 牧野良三     | 古屋慶隆     | 平井信四郎   |              |            |     |            |              |            |            |            |
| 静岡県   | 1区  | 平野光雄     | 海野数馬     | 小久江美代吉 | 中田騄郎     | 深沢豊太郎 | 2区 | 櫛部荒熊   | 岸衛         | 庄司良朗   | 小泉策太郎 |            |
| 静岡県   | 3区  | 井上剛一     | 永田善三郎   | 倉元要一     | 太田正孝     |            |     |            |              |            |            |            |
| 愛知県   | 1区  | 今堀辰三郎   | 小山松寿     | 瀬川嘉助     | 石川久兵衛   | 加藤鐐五郎 | 2区 | 藍川清成   | 西脇晋       | 丹下茂十郎 |            |            |
| 愛知県   | 3区  | 服部英明     | 加藤鯛一     | 瀧正雄       |              |            | 4区 | 岡本実太郎 | 武富済       | 小林錡     |            |            |
| 愛知県   | 5区  | 杉浦武雄     | 加藤六蔵     | 大口喜六     |              |            |     |            |              |            |            |            |
| 三重県   | 1区  | 加藤久米四郎 | 木村秀興     | 川崎克       | 小野耕一郎   | 松田正一   | 2区 | 尾崎行雄   | 浜田国松     | 牛場清次郎 | 池田敬八   |            |
| 滋賀県   | 全県 | 青木亮貫     | 堀部久太郎   | 堤康次郎     | 田中養達     | 清水銀蔵   |     |            |              |            |            |            |
| 京都府   | 1区  | 安田耕之助   | 西村金三郎   | 鷲野米太郎   | 鈴木吉之助   | 森田茂     | 2区 | 田中祐四郎 | 川崎安之助   | 磯部清吉   |            |            |
| 京都府   | 3区* | 水島彦一郎   | 村上国吉     | 津原武       |              |            |     |            |              |            |            |            |
| 大阪府   | 1区  | 枡谷寅吉     | 石原善三郎   | 一松定吉     |              |            | 2区 | 紫安新九郎 | 竹田儀一     | 武藤山治   |            |            |
| 大阪府   | 3区  | 武内作平     | 広瀬徳蔵     | 上田孝吉     | 西尾末広     |            | 4区 | 本田弥市郎 | 吉川吉郎兵衛 | 森田政義   | 森本一雄   |            |
| 大阪府   | 5区  | 佐竹庄七     | 勝田永吉     | 田中萬逸     | 喜多孝治     |            | 6区 | 辻本豊三郎 | 大植清左衛門 | 山口義一   |            |            |
| 兵庫県   | 1区  | 浜野徹太郎   | 野田文一郎   | 中亥歳男     | 勝田銀次郎   | 砂田重政   | 2区 | 前田房之助 | 中馬興丸     | 山本平三郎 | 広岡宇一郎 |            |
| 兵庫県   | 3区  | 八木幸吉     | 水野正巳     | 多木久米次郎 |              |            | 4区 | 田中武雄   | 原惣兵衛     | 清瀬一郎   | 土井権大   |            |
| 兵庫県   | 5区  | 斎藤隆夫     | 田昌         | 若宮貞夫     |              |            |     |            |              |            |            |            |
| 奈良県   | 全県 | 服部教一     | 八木逸郎     | 松尾四郎     | 岩本武助     | 北浦圭太郎 |     |            |              |            |            |            |
| 和歌山県 | 1区  | 中村啓次郎   | 松山常次郎   | 山崎伝之助   |              |            | 2区 | 小山谷蔵   | 三尾邦三     | 西田郁平   |            |            |
| 鳥取県   | 全県 | 山枡儀重     | 由谷義治     | 三好栄次郎   | 豊田収       |            |     |            |              |            |            |            |
| 島根県   | 1区  | 木村小左衛門 | 原夫次郎     | 櫻内幸雄     |              |            | 2区 | 佐藤喜八郎 | 俵孫一       | 島田俊雄   |            |            |
| 岡山県   | 1区  | 清水長郷     | 難波清人     | 岡田忠彦     | 久山知之     | 中島琢之   | 2区 | 小川郷太郎 | 西村丹治郎   | 犬養毅     | 高草美代蔵 | 星島二郎   |
| 広島県   | 1区  | 荒川五郎     | 名川侃市     | 岸田正記     | 藤田若水     |            | 2区 | 山道襄一   | 望月圭介     | 木原七郎   | 田中貢     |            |
| 広島県   | 3区  | 横山金太郎   | 土屋寛       | 作田高太郎   | 米田規矩馬   | 宮澤裕     |     |            |              |            |            |            |
| 山口県   | 1区  | 保良浅之助   | 久原房之助   | 庄晋太郎     | 村岡吾一     |            | 2区 | 松岡洋右   | 西村茂生     | 沢本与一   | 児玉右二   | 道源権治   |
| 徳島県   | 1区  | 谷原公       | 浅石恵八     | 原田佐之治   |              |            | 2区 | 平野鍋吉   | 秋田清       | 高島兵吉   |            |            |
| 香川県   | 1区  | 小西和       | 戸沢民十郎   | 宮脇長吉     |              |            | 2区 | 三土忠造   | 山下谷次     | 矢野庄太郎 |            |            |
| 愛媛県   | 1区  | 武知勇記     | 松田喜三郎   | 高山長幸     |              |            | 2区 | 村上紋四郎 | 森達三       | 河上哲太   |            |            |
| 愛媛県   | 3区  | 本多真喜雄   | 清家吉次郎   | 村松恒一郎   |              |            |     |            |              |            |            |            |
| 高知県   | 1区  | 富田幸次郎   | 濱口雄幸     | 中谷貞頼     |              |            | 2区 | 大西正幹   | 下元鹿之助   | 林譲治     |            |            |
| 福岡県   | 1区  | 河波荒次郎   | 宮川一貫     | 中野正剛     | 簡牛凡夫     |            | 2区 | 大里広次郎 | 吉田磯吉     | 浅原健三   | 石崎敏行   | 青柳郁次郎 |
| 福岡県   | 3区  | 木村義雄     | 山崎達之輔   | 岡野龍一     | 野田俊作     | 樋口典常   | 4区 | 勝正憲     | 末松偕一郎   | 坂井大輔   | 内野辰次郎 |            |
| 佐賀県   | 1区  | 栗山賚四郎   | 福田五郎     | 石井次郎     |              |            | 2区 | 西英太郎   | 森峰一       | 田口文次   |            |            |
| 長崎県   | 1区  | 田崎武男     | 西岡竹次郎   | 志波安一郎   | 向井倭雄     | 則元由庸   | 2区 | 牧山耕蔵   | 本田恒之     | 古賀政一   | 佐保畢雄   |            |
| 熊本県   | 1区  | 小山令之     | 大麻唯男     | 松野鶴平     | 村田虎之助   | 平山岩彦   | 2区 | 深水清     | 宮崎高四     | 安達謙蔵   | 中山貞雄   | 中野猛雄   |
| 大分県   | 1区  | 金光庸夫     | 一宮房治郎   | 松田源治     | 長野綱良     |            | 2区 | 高橋欽哉   | 重松重治     | 清瀬規矩雄 |            |            |
| 宮崎県   | 全県 | 佐々木芳照   | 三浦虎雄     | 鈴木憲太郎   | 小村俊一     | 佐藤重遠   |     |            |              |            |            |            |
| 鹿児島県 | 1区  | 床次竹二郎   | 春島東四郎   | 井上知治     | 蔵園三四郎   | 中村嘉寿   | 2区 | 山本実彦   | 寺田市正     | 東郷実     | 崎山武夫   |            |
| 鹿児島県 | 3区  | 久留義郷     | 津崎尚武     | 永田良吉     |              |            |     |            |              |            |            |            |
| 沖縄県   | 全県 | 当真嗣合     | 漢那憲和     | 仲井間宗一   | 伊礼肇       | 崎山嗣朝   |     |            |              |            |            |            |

#### 補欠当選等
立憲民政党   立憲政友会   中立 
| 年                                                                                    | 月日  | 選挙区     | 選出       | 新旧別     | 当選者       | 所属党派   | 欠員       | 所属党派   | 欠員事由              |
| ------------------------------------------------------------------------------------- | ----- | ---------- | ---------- | ---------- | ------------ | ---------- | ---------- | ---------- | --------------------- |
| 1930                                                                                  | 3.12  | 福島2区    | 繰上補充   | 新         | 助川啓四郎   | 中立       | 鈴木万次郎 | 立憲民政党 | 1930.2.26死去         |
| 1930                                                                                  | -     | 北海道2区  | （未実施） | （未実施） | （未実施）   | （未実施） | 近藤豊吉   | 立憲政友会 | 1930.4.15死去         |
| 1930                                                                                  | -     | 埼玉1区    | （未実施） | （未実施） | （未実施）   | （未実施） | 粕谷義三   | 立憲政友会 | 1930.5.4死去          |
| 1930                                                                                  | -     | 佐賀2区    | （未実施） | （未実施） | （未実施）   | （未実施） | 西英太郎   | 立憲民政党 | 1930.8.4死去          |
| 1930                                                                                  | -     | 長野2区    | （未実施） | （未実施） | （未実施）   | （未実施） | 篠原和市   | 立憲政友会 | 1930.8.14死去         |
| 1930                                                                                  | -     | 福岡2区    | （未実施） | （未実施） | （未実施）   | （未実施） | 青柳郁次郎 | 立憲政友会 | 1930.8.18死去         |
| 1930                                                                                  | -     | 京都2区    | （未実施） | （未実施） | （未実施）   | （未実施） | 川崎安之助 | 立憲民政党 | 1930.9.21死去         |
| 1931                                                                                  | 5.12  | 宮城1区    | 補欠選挙   | 元         | 内ヶ崎作三郎 | 立憲民政党 | 中島鵬六   | 立憲政友会 | 1931.2.18死去         |
| 1931                                                                                  | 5.12  | 宮城1区    | 補欠選挙   | 新         | 宮沢清作     | 立憲政友会 | 藤沢幾之輔 | 中立       | 1931.4.13任貴族院議員 |
| 1931                                                                                  | 6.11  | 大分2区    | 再選挙     | 新         | 篠崎豊彦     | 立憲民政党 | 高橋欽哉   | 立憲民政党 | 1931.5.13選挙法違反   |
| 1931                                                                                  | 10.28 | 滋賀全県区 | 再選挙     | 元         | 青木亮貫     | 立憲民政党 | 青木亮貫   | 立憲民政党 | 1931.10.10当選無効    |
| 1931                                                                                  | -     | 兵庫2区    | （未実施） | （未実施） | （未実施）   | （未実施） | 山本平三郎 | 立憲民政党 | 1931.1.31死去         |
| 1931                                                                                  | -     | 新潟4区    | （未実施） | （未実施） | （未実施）   | （未実施） | 石塚譲     | 立憲民政党 | 1931.3.19死去         |
| 1931                                                                                  | -     | 東京1区    | （未実施） | （未実施） | （未実施）   | （未実施） | 横山勝太郎 | 立憲民政党 | 1931.5.12死去         |
| 1931                                                                                  | -     | 静岡2区    | （未実施） | （未実施） | （未実施）   | （未実施） | 庄司良朗   | 立憲政友会 | 1931.6.22死去         |
| 1931                                                                                  | -     | 佐賀1区    | （未実施） | （未実施） | （未実施）   | （未実施） | 福田五郎   | 立憲民政党 | 1931.6.23死去         |
| 1931                                                                                  | -     | 神奈川2区  | （未実施） | （未実施） | （未実施）   | （未実施） | 小野重行   | 立憲民政党 | 1931.7.30死去         |
| 1931                                                                                  | -     | 長崎1区    | （未実施） | （未実施） | （未実施）   | （未実施） | 則元由庸   | 立憲民政党 | 1931.8.6死去          |
| 1931                                                                                  | -     | 高知1区    | （未実施） | （未実施） | （未実施）   | （未実施） | 濱口雄幸   | 立憲民政党 | 1930.8.26死去         |
| 1931                                                                                  | -     | 長野4区    | （未実施） | （未実施） | （未実施）   | （未実施） | 降旗元太郎 | 立憲民政党 | 1931.9.15死去         |
| 1931                                                                                  | -     | 大阪3区    | （未実施） | （未実施） | （未実施）   | （未実施） | 武内作平   | 立憲民政党 | 1931.11.8死去         |
| 出典：衆議院・参議院編『議会制度百年史 - 院内会派編衆議院の部』大蔵省印刷局、1990年。 |       |            |            |            |              |            |            |            |                       |

### 初当選
計125名
立憲民政党
87名
- 渡辺泰邦（北海道3区）
- 岡田春夫（北海道4区）
- 山内亮（青森1区）
- 高橋寿太郎（岩手1区）
- 水上斉之助（岩手2区）
- 長谷川陸郎（宮城1区）
- 猪股謙二郎（秋田2区）
- 氏家清（福島3区）
- 長塚忠策（茨城1区）
- 高瀬梅吉（茨城2区）
- 風見章（茨城3区）
- 関口志行（群馬1区）
- 最上政三（群馬2区）
- 加藤睦之介（埼玉1区）
- 鏑木忠正（埼玉2区）
- 古島義英（埼玉3区）
- 多田満長（千葉1区）
- 篠原陸朗（千葉1区）

- 篠田有徳（千葉2区）
- 安田正男（千葉3区）
- 北田正平（千葉3区）
- 堀内良平（山梨全県区）
- 赤塚五郎（東京2区）
- 高橋秀臣（東京2区）
- 遠藤千元（東京3区）
- 真鍋儀十（東京4区）
- 古島宮次郎（東京4区）
- 野沢卯市（新潟1区）
- 長尾半平（新潟2区）
- 原吉郎（新潟3区）
- 佐藤謙之輔（新潟3区）
- 石塚譲（新潟4区）
- 武谷甚太郎（石川1区）
- 戸部良祐（石川2区）
- 北原阿智之助（長野3区）
- 宮沢胤勇（長野3区）

- 百瀬渡（長野4区）
- 岡田素臣（岐阜2区）
- 後藤亮一（岐阜2区）
- 櫛部荒熊（静岡2区）
- 今堀辰三郎（愛知1区）
- 石川久兵衛（愛知1区）
- 藍川清成（愛知2区）
- 小野耕一郎（三重1区）
- 松田正一（三重1区）
- 牛場清次郎（三重2区）
- 青木亮貫（滋賀全県区）
- 安田耕之助（京都1区）
- 西村金三郎（京都1区）
- 石原善三郎（大阪1区）
- 竹田儀一（大阪2区）
- 辻本豊三郎（大阪6区）
- 大植清左衛門（大阪6区）
- 浜野徹太郎（兵庫1区）

- 中亥歳男（兵庫1区）
- 山本平三郎（兵庫2区）
- 服部教一（奈良全県区）
- 北浦圭太郎（奈良全県区）
- 西田郁平（和歌山2区）
- 佐藤喜八郎（島根2区）
- 中島琢之（岡山1区）
- 木原七郎（広島2区）
- 田中貢（広島2区）
- 土屋寛（広島3区）
- 村岡吾一（山口1区）
- 道源権治（山口2区）
- 平野鍋吉（徳島2区）
- 矢野庄太郎（香川2区）
- 武知勇記（愛媛1区）
- 松田喜三郎（愛媛1区）
- 本多真喜雄（愛媛3区）
- 簡牛凡夫（福岡1区）

- 木村義雄（福岡3区）
- 岡野龍一（福岡3区）
- 栗山賚四郎（佐賀1区）
- 田崎武男（長崎1区）
- 古賀政一（長崎2区）
- 小山令之（熊本1区）
- 宮崎高四（熊本2区）
- 長野綱良（大分1区）
- 高橋欽哉（大分2区）
- 佐々木芳照（宮崎全県区）
- 小村俊一（宮崎全県区）
- 春島東四郎（鹿児島1区）
- 山本実彦（鹿児島2区）
- 当真嗣合（沖縄全県区）
- 仲井間宗一（沖縄全県区）

立憲政友会
30名
- 近藤豊吉（北海道2区）
- 東条貞（北海道5区）
- 大石倫治（宮城2区）
- 片野重脩（秋田2区）
- 船田中（栃木1区）
- 上野基三（栃木2区）
- 中島知久平（群馬1区）
- 一瀬一二（埼玉2区）
- 野方次郎（神奈川1区）
- 犬養健（東京2区）

- 土倉宗明（富山2区）
- 林七六（長野3区）
- 大野伴睦（岐阜1区）
- 深沢豊太郎（静岡1区）
- 太田正孝（静岡3区）
- 瀬川嘉助（愛知1区）
- 小林錡（愛知4区）
- 上田孝吉（大阪3区）
- 喜多孝治（大阪5区）
- 勝田銀次郎（兵庫1区）

- 三尾邦三（和歌山2区）
- 米田規矩馬（広島3区）
- 保良浅之助（山口1区）
- 松岡洋右（山口2区）
- 清家吉次郎（愛媛3区）
- 林譲治（高知2区）
- 石崎敏行（福岡2区）
- 佐保畢雄（長崎2区）
- 井上知治（鹿児島1区）
- 崎山嗣朝（沖縄全県区）

国民同志会
4名
- 中田騄郎（静岡1区）
- 堀部久太郎（滋賀全県区）
- 森本一雄（大阪4区）
- 八木幸吉（兵庫3区）

社会民衆党
1名
- 片山哲（神奈川2区）

日本大衆党
1名
- 松谷與二郎（東京6区）

労農党
1名
- 大山郁夫（東京5区）

中立
1名
- 村田不二三（北海道1区）

### 返り咲き・復帰
計61名
立憲民政党
37名
- 一柳仲次郎（北海道1区）
- 沢田利吉（北海道1区）
- 前田卯之助（北海道3区）
- 手代木隆吉（北海道4区）
- 菊池良一（青森2区）
- 信太儀右衛門（秋田1区）
- 塩田団平（秋田2区）
- 大島要三（福島1区）
- 鈴木万次郎（福島2区）
- 鈴木寅彦（福島2区）

- 石橋茂（茨城1区）
- 阿由葉勝作（栃木2区）
- 生方大吉（群馬1区）
- 八並武治（東京7区）
- 松井郡治（新潟1区）
- 関矢孫一（新潟3区）
- 三田村甚三郎（福井全県区）
- 武藤嘉門（岐阜1区）
- 古屋慶隆（岐阜3区）
- 平野光雄（静岡1区）

- 服部英明（愛知3区）
- 加藤六蔵（愛知5区）
- 田中祐四郎（京都2区）
- 津原武（京都3区）
- 中馬興丸（兵庫2区）
- 水野正巳（兵庫3区）
- 田中武雄（兵庫4区）
- 中村啓次郎（和歌山1区）
- 山枡儀重（鳥取全県区）
- 由谷義治（鳥取全県区）

- 清水長郷（岡山1区）
- 荒川五郎（広島1区）
- 谷原公（徳島1区）
- 村上紋四郎（愛媛2区）
- 森達三（愛媛2区）
- 河波荒次郎（福岡1区）
- 久留義郷（鹿児島3区）

立憲政友会
21名
- 兼田秀雄（青森2区）
- 星廉平（宮城2区）
- 西沢定吉（山形1区）
- 門田新松（山形2区）
- 横川重次（埼玉2区）

- 本田義成（東京1区）
- 田辺熊一（新潟1区）
- 高見之通（富山1区）
- 猪野毛利栄（福井全県区）
- 鈴木梅四郎（長野1区）

- 森田政義（大阪4区）
- 松山常次郎（和歌山1区）
- 難波清人（岡山1区）
- 高草美代蔵（岡山2区）
- 青柳郁次郎（福岡2区）

- 樋口典常（福岡3区）
- 田口文次（佐賀2区）
- 村田虎之助（熊本1区）
- 清瀬規矩雄（大分2区）
- 佐藤重遠（宮崎全県区）

- 中村嘉寿（鹿児島1区）

国民同志会
1名
- 鷲野米太郎（京都1区）

革新党
1名
- 田川大吉郎（東京3区）

中立
1名
- 多木久米次郎（兵庫3区）

### 引退・不出馬
計68名
立憲民政党
10名
- 安倍邦太郎（新潟1区）
- 石塚三郎（新潟2区）
- 飯塚知信（新潟3区）
- 高鳥順作（新潟4区）
- 大野敬吉[注釈 1]（兵庫4区）

- 谷口源十郎（鳥取全県区）
- 藤井啓一（山口1区）
- 小野寅吉（愛媛2区）
- 臼田久内[注釈 2]（福岡3区）
- 小橋一太（熊本1区）

立憲政友会
48名
- 岡田伊太郎（北海道1区）
- 前田政八（北海道5区）
- 中川原貞機（青森1区）
- 鳴海文四郎（青森2区）
- 長内則昭（青森2区）
- 鈴木巌（岩手2区）
- 矢本平之助（宮城2区）
- 井出繁三郎（秋田2区）
- 菅野善右衛門（福島1区）
- 石射文五郎（福島2区）

- 松本孫右衛門（福島3区）
- 大沢寅次郎（埼玉2区）
- 石坂養平（埼玉2区）
- 志村清右衛門（千葉1区）
- 横堀治三郎[注釈 3]（千葉3区）
- 磯野庸幸（神奈川1区）
- 矢野鉉吉（東京2区）
- 上埜安太郎（富山2区）
- 佐々木久二（福井全県区）
- 山本慎平（長野1区）

- 小川平吉[注釈 4]（長野3区）
- 伊原五郎兵衛（長野3区）
- 渡辺徳助（岐阜3区）
- 郡谷照一郎（静岡2区）
- 大橋亦兵衛[注釈 5]（静岡3区）
- 三輪市太郎[注釈 6]（愛知3区）
- 鈴木五六（愛知5区）
- 伊坂秀五郎（三重1区）
- 安原仁兵衛（滋賀全県区）
- 富田八郎（滋賀全県区）

- 吉津度（大阪3区）
- 中井一夫（兵庫1区）
- 森本千吉（奈良全県区）
- 中村巍（和歌山2区）
- 嶋居哲（広島3区）
- 枡谷音三（山口1区）
- 葛原猪平（山口2区）
- 松田三徳（香川2区）
- 岩崎一高（愛媛1区）
- 二神駿吉（愛媛3区）

- 佐々木長治（愛媛3区）
- 多田勇雄（福岡1区）
- 久恒貞雄（福岡2区）
- 有馬秀雄（福岡3区）
- 斎藤巌（長崎2区）
- 原田十衛（熊本1区）
- 成清信愛（大分2区）
- 亀割安蔵（沖縄全県区）

国民同志会
2名
- 千葉三郎（千葉3区）
- 河崎助太郎（岐阜1区）

中立
8名
- 中西六三郎[注釈 7]（北海道1区）
- 檀野礼助（北海道4区）
- 河野正義（茨城1区）
- 堤清六（新潟3区）
- 鬼丸義斎（愛知1区）

- 久野尊資（愛知2区）
- 山崎延吉（愛知4区）
- 三宅利平（兵庫3区）

### 落選
計96名
立憲民政党
14名
- 岡本幹輔（北海道4区）
- 柵瀬軍之佐（岩手2区）
- 内ヶ崎作三郎（宮城1区）
- 菅原英伍（宮城2区）
- 神田正雄（栃木2区）

- 清水留三郎（群馬1区）
- 瀬川光行（東京1区）
- 小滝辰雄（東京2区）
- 片岡直温（京都1区）
- 松田竹千代（大阪6区）

- 森保祐昌（広島1区）
- 宮原幸三郎（広島2区）
- 本田英作（長崎1区）
- 岩切重雄（鹿児島1区）

立憲政友会
67名
- 森正則（北海道1区）
- 林路一（北海道2区）
- 平出喜三郎（北海道3区）
- 池田亀治（秋田2区）
- 西方利馬（山形1区）
- 金沢安之助（福島2区）
- 宮古啓三郎（茨城1区）
- 石井三郎（茨城2区）
- 斎藤藤四郎（栃木1区）
- 藤沼庄平（栃木2区）
- 武藤七郎（群馬1区）
- 長島隆二（埼玉2区）
- 遠藤柳作（埼玉3区）
- 本多貞次郎（千葉1区）

- 吉植庄一郎（千葉2区）
- 赤尾藤吉郎（神奈川2区）
- 伊藤仁太郎（東京3区）
- 国枝捨次郎（東京4区）
- 磯部尚（東京4区）
- 佐藤安之助（東京5区）
- 中村亨（東京7区）
- 山本悌二郎（新潟1区）
- 高橋金治郎（新潟3区）
- 石坂豊一（富山1区）
- 箸本太吉（石川1区）
- 佐藤実（石川2区）
- 熊谷五右衛門（福井全県区）
- 上條信（長野4区）

- 匹田鋭吉（岐阜1区）
- 佐竹直太郎（岐阜2区）
- 山口忠五郎（静岡1区）
- 松浦五兵衛（静岡1区）
- 松本君平（静岡1区）
- 井口延次郎（三重1区）
- 岸本康通（三重2区）
- 平賀周（大阪1区）
- 井阪豊光（大阪6区）
- 蔭山貞吉（兵庫2区）
- 青木雷三郎（兵庫3区）
- 山本唯次（兵庫3区）
- 福井甚三（奈良全県区）
- 木本主一郎（和歌山1区）

- 矢野晋也（鳥取全県区）
- 沖島鎌三（島根2区）
- 玉野知義（岡山1区）
- 横山泰造（岡山1区）
- 小谷節夫（岡山2区）
- 肥田琢司（広島2区）
- 吉木陽（山口2区）
- 生田和平（徳島1区）
- 須之内品吉（愛媛1区）
- 竹内鳳吉（愛媛2区）
- 坂本志魯雄（高知2区）
- 山口恒太郎（福岡1区）
- 大内暢三（福岡3区）
- 田中亮一（佐賀1区）

- 森肇（長崎2区）
- 上塚司（熊本2区）
- 元田肇（大分2区）
- 水久保甚作（宮崎全県区）
- 二見甚郷（宮崎全県区）
- 原耕（鹿児島1区）
- 岩川与助（鹿児島1区）
- 赤塚正助（鹿児島2区）
- 英義彦（鹿児島3区）
- 花城永渡（沖縄全県区）
- 竹下文隆（沖縄全県区）

社会民衆党
3名
- 安部磯雄（東京2区）
- 鈴木文治（大阪4区）
- 亀井貫一郎（福岡2区）

日本大衆党
1名
- 河上丈太郎（兵庫1区）

諸派
3名
- 鶴岡和文（東京6区）
- 水谷長三郎（京都1区）
- 鶴見祐輔（岡山1区）

中立
8名
- 奥村千蔵（岐阜2区）
- 田中善立（愛知1区）
- 椎尾弁匡（愛知1区）
- 田崎信蔵（京都1区）
- 沼田嘉一郎（大阪2区）

- 小寺謙吉（兵庫2区）
- 田渕豊吉（和歌山2区）
- 真鍋勝（徳島2区）